# Dubaï du Cèdre
Dubaï du Cèdre (née le 12 mai 2013 à Châtillon-en-Vendelais) est une jument de robe alezane inscrite au stud-book du Selle français, fille de Baloubet du Rouet, élevée par Sylvain Pitois et Perrine Cateline.
Vice-championne de France des chevaux d'obstacles de sept ans en 2020, elle est ensuite montée en saut d'obstacles de niveau international par le cavalier français Julien Épaillard, avec qui elle est vice-championne du monde de la discipline par équipes en 2023 et 2024, puis médaille de bronze par équipes aux Jeux olympiques de Paris.

## Histoire
Dubaï du Cèdre naît le 12 mai 2013 au lieu-dit Le Bas-Cèdre sur la commune bretonne de Châtillon-en-Vendelais dans le département de l'Ille-et-Vilaine,.
Son éleveur, Sylvain Pitois, exerce comme kinésithérapeute en ville. Son épouse et co-éleveuse Perrine Cateline exerce comme institutrice, le couple se partageant les tâches d'élevage à mi-temps. La naissance de la pouliche est difficile et dure trois quarts d'heure, car elle est mal positionnée dans l'utérus de sa mère.
Ses éleveurs donnent chaque année un nom de ville à leurs poulains ; cette année des D, c'est Dubaï qui est choisie, sa mère Urgada étant nommée d'après une ville égyptienne.
Elle est d'abord montée par Come Couturier sur le cycle classique de saut d'obstacles des chevaux de quatre ans. Elle se qualifie pour les finales nationales des jeunes chevaux de saut d'obstacles à 5 et 6 ans, à la Grande semaine de Fontainebleau, avec une mention « Très bon » dans ce dernier cas, montée par Valentin Besnard,. Elle est ensuite confiée à la jeune cavalière Margaux Rocuet, qui participe avec elle et au championnat de France des chevaux d'obstacles de sept ans, où le couple termine second,.
En novembre 2022, elle est vendue en partie au cavalier français international Julien Épaillard, ses éleveurs témoignant vouloir la garder en France.

## Description
Dubaï du Cèdre est une jument de robe alezane, inscrite au stud-book du Selle français. Elle mesurait 1,60 m à l'âge d'un an et demi.
Elle est décrite comme une jument « puissante ».

## Palmarès
Elle atteint un indice de saut d'obstacles (ISO) de 174 en 2023.
- 2023 : médaille d'argent par équipes et 12e en individuel lors de la finale de la Coupe du monde de saut d'obstacles à Barcelone, avec Julien Épaillard[1] ;

- 2024 : médaille d'argent par équipes lors de la finale de la Coupe du monde de saut d'obstacles à Riyad, avec Julien Épaillard[1] ;

- Jeux olympiques 2024 :
  -  Médaille de bronze par équipes lors de la finale du saut d’obstacles des Jeux olympiques à Versailles, avec Julien Épaillard ;
  - 4e en individuel lors de la finale du saut d’obstacles des  Jeux olympiques à Versailles, avec Julien Épaillard

## Origines
Dubaï du Cèdre est une jument Selle français originel, ce qui signifie qu'elle ne compte que des origines françaises sur au moins cinq générations. C'est une fille de l'étalon Selle français Baloubet du Rouet, et de la jument Selle français Urgada de Kreisker, par Diamant de Semilly,. Elle compte 50 % d'ancêtres Pur-sang selon le calcul de l'Institut français du cheval et de l'équitation, 49,23 selon le calcul du site web Hippomundo.